# Grenana
Grenana ist eine ausgestorbene Samenpflanze der Familie Ginkgoaceae und ein Verwandter des Ginkgo. Es ist nur die Art Grenana angrenica bekannt. 

## Merkmale
Die Samenorgane ähneln Nehvizdyella, indem die Samen in einer großen Cupula eingeschlossen sind. Ansonsten ähneln die Samen denen von Ginkgo. 
Die Blätter gehören zum Typ Baiera oder Sphenobaiera. Sie wurden zunächst den Samenfarnen zugeordnet, erst später wurde ihre Zugehörigkeit zu den Ginkgoales erkannt.

## Verbreitung
Grenana ist aus dem mittleren Jura nahe Angren in Usbekistan bekannt.

## Systematik
Grenana ist nur durch die Typusart Grenana angrenica bekannt. Art und Gattung wurden 1990 von Samylina erstbeschrieben.

## Belege
- Zhi-Yan Zhou: An overview of fossil Ginkgoales. In: Palaeoworld. Band 18, Nr. 1, 2009, S. 1–22, doi:10.1016/j.palwor.2009.01.001.
- Thomas N. Taylor, Edith L. Taylor, Michael Krings: Paleobotany. The Biology and Evolution of Fossil Plants. 2. Auflage. Academic Press, Amsterdam u. a. 2009, ISBN 978-0-12-373972-8, S. 752.